# U-636
Unterseeboot 636 foi um submarino alemão do Tipo VIIC, pertencente a Kriegsmarine que atuou durante a Segunda Guerra Mundial.

## Comandantes
| Comandante              | Data                                           |
| ----------------------- | ---------------------------------------------- |
| Kptlt. Hans Hildebrandt | 20 de agosto de 1942 - 14 de fevereiro de 1944 |
| Oblt. Eberhard Schendel | 15 de fevereiro de 1944 - 21 de abril de 1945  |

## Subordinação
Durante o seu tempo de serviço, esteve subordinado às seguintes flotilhas:
| Período                                     | Flotilha                                   |
| ------------------------------------------- | ------------------------------------------ |
| 20 de agosto de 1942 - 31 de março de 1943  | 5. Unterseebootsflottille (treinamento)    |
| 1 de abril de 1943 - 31 de outubro de 1943  | 11. Unterseebootsflottille (serviço ativo) |
| 1 de novembro de 1943 - 21 de abril de 1945 | 13. Unterseebootsflottille (serviço ativo) |

## Operações conjuntas de ataque
O U-636 participou das seguinte operações de ataque combinado durante a sua carreira:
- Rudeltaktik Iller (12 de maio de 1943 - 15 de maio de 1943)
- Rudeltaktik Donau 1 (15 de maio de 1943 - 26 de maio de 1943)
- Rudeltaktik Isegrim (1 de janeiro de 1944 - 7 de janeiro de 1944)
- Rudeltaktik Donner (11 de abril de 1944 - 20 de abril de 1944)
- Rudeltaktik Donner & Keil (20 de abril de 1944 - 2 de maio de 1944)
- Rudeltaktik Trutz (28 de junho de 1944 - 10 de julho de 1944)
- Rudeltaktik Dachs (1 de setembro de 1944 - 5 de setembro de 1944)
- Rudeltaktik Zorn (26 de setembro de 1944 - 1 de outubro de 1944)
- Rudeltaktik Grimm (1 de outubro de 1944 - 2 de outubro de 1944)
- Rudeltaktik Panther (16 de outubro de 1944 - 10 de novembro de 1944)
- Rudeltaktik Stier (4 de dezembro de 1944 - 15 de dezembro de 1944)